# Xylopia aethiopica
Xylopia aethiopica (hořké dřevo, etiopský pepř) je strom rostoucí v subsaharské části Afriky, jehož plodem jsou lusky s malými tvrdými semínky. Domorodci je využívají na čištění znečištěné vody, jako koření či jako léčivo – při zánětech horních dýchacích cest, dásní, bolestech zubů, při bolestech kloubů a revmatických onemocněních, při dermatitidách, při gynekologických a poporodních obtížích.
Plody se využívají v xylopových koupelích (v ČR pouze Lázně Velichovky).